# 厚叶金匙木
厚叶金匙木（学名：Byrsonima crassifolia）是金虎尾科金匙木属的物种，原产于热带美洲，耐旱，果实可直接食用或用于制作糕点、饮品。厚叶金匙木是大型灌木或乔木，高可达10米。
该物种分布于墨西哥中部到中美洲，以及南美洲的哥伦比亚、秘鲁、玻利维亚和巴西；也可见于特立尼达岛、巴巴多斯、库拉索、圣马丁岛、多米尼克、瓜德罗普、波多黎各、海地、多米尼加和古巴岛及青年岛，海拔0-1800米。

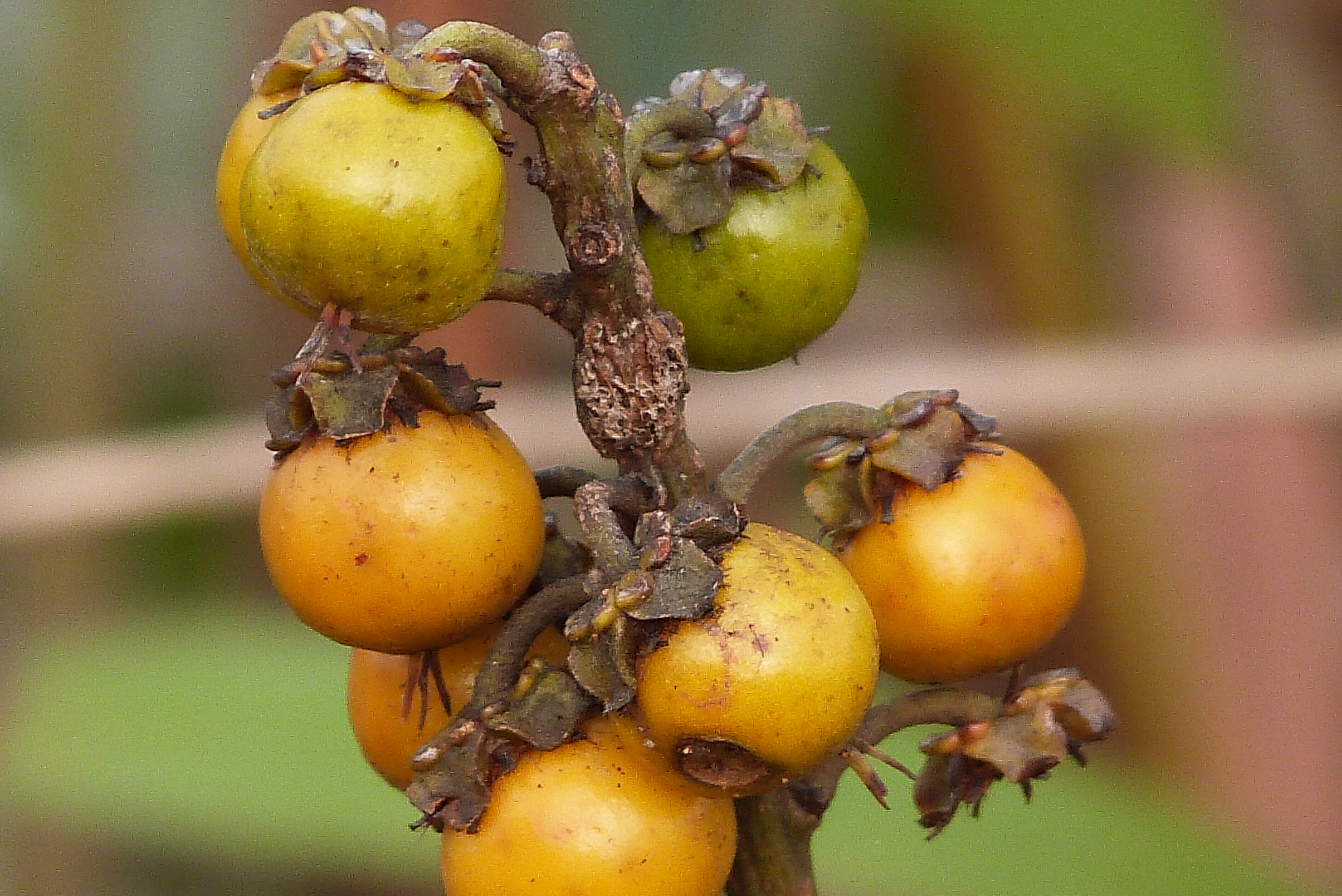
果实
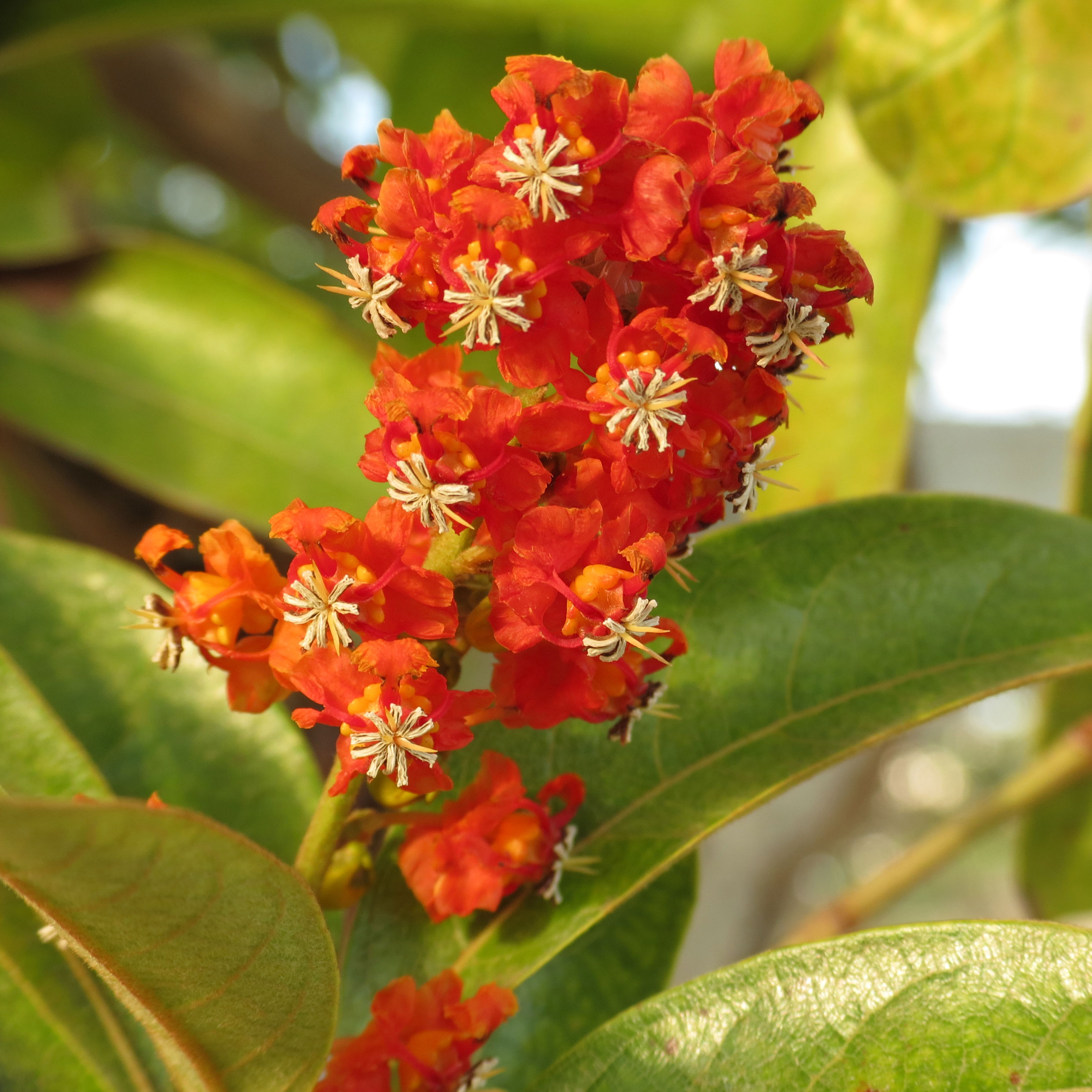
花
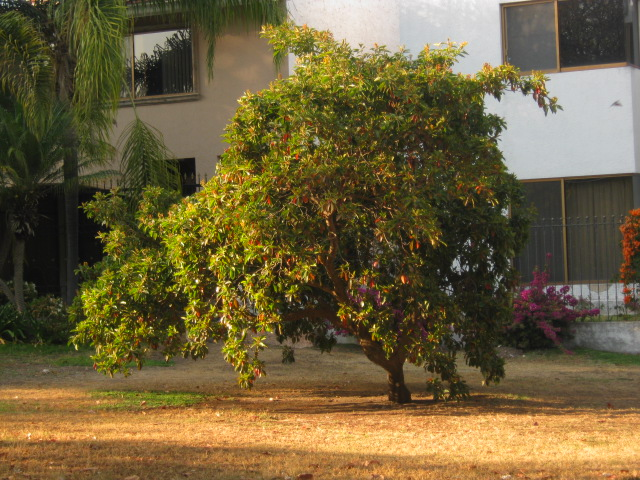
全株
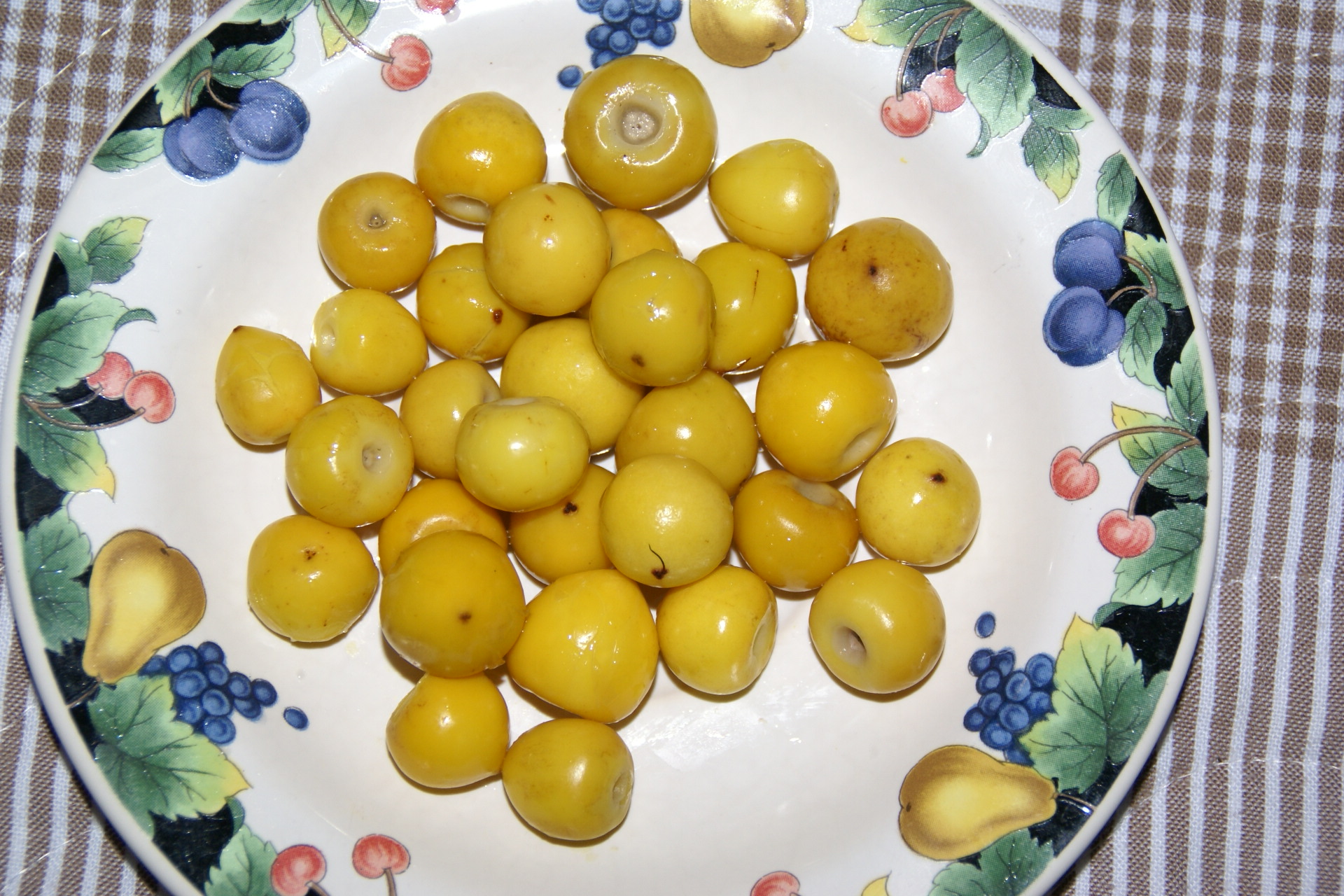
采摘的水果